# Chad Kroeger
Chad Robert Kroeger (* 15. listopadu 1974) je kanadský zpěvák, kytarista, skladatel, hlavní zpěvák a zakladatel hard rockové skupiny Nickelback.

## Dětství
Chad Kroeger se narodil 15. listopadu 1974 v kanadském městě Hanna ležícím v kanadském státě Alberta. Pochází z hudebně založené rodiny, kde jeho babička uměla hrát na bicí, jeho dědeček na baskytaru a jeho matka dávala hodiny hraní na klavír. Pochází z rozvrácené rodiny, kdy jeho otec rodinu opustil v jeho dvou letech. Se svým biologickým otcem neměl příliš dobré vztahy, kvůli jeho nábožensky směrovaným názorům a celkově se rodinný vztah zhoršil, když v 18 letech zjistil, že jeho jediný bratr Mike je nevlastní. Kořeny jeho rodiny sahají do Ruska i Německa.

## Tvorba
V roce 1995 vznikla jeho kapela Nickelback, jejíž název byl odvozen od fráze "there is your nickel back" (v češtině: tady máte niklák nazpátek). Kapela se dále skládá z bubeníka Daniela Adaira, kytaristy Ryana Peaka a Chadova bratra a baskytaristy Mikea Kroegera. I přes negativní vztahy s Chadovým biologickým otcem, mu pomohl zafinancovat vznik úplně první nahrávky, která vyšla jako album Curb (1996). V roce 1998 vyšlo druhé album The State. Větší úspěch zaznamenalo třetí album Silver Side Up vydané v roce 2001, kde se nacházely jedny z nejznámějších písní kapely jako "How You Remind Me", "Never Again" (údajně inspirována domácím násilím, které se dělo v jeho okolí) a nebo "Too Bad". V roce 2002 nahrál s kapelou píseň pro film Spider-Man (film) "Hero", která je považována za jednu z nejlepších písní kapely. Následovala alba jako The Long Road (2003), All the Right Reasons (2005), Dark Horse (2008), Here and Now (2011), No Fixed Address (2014), Feed the Machine (2017) a naposledy vydané Get Rollin´ (2022).

## Osobní život
V roce 2008 byl zatčen za řízení v opilosti.
Od 1. června 2012 začal chodit se zpěvačkou Avril Lavigne, která byla předtím provdána za frontmana kapely Sum 41 - Derycka Whibley. Jejich vztah se začal prohlubovat od května téhož roku, kdy Chad Kroeger spolupracoval na jejím pátém albu. Vzali se přesně rok poté. Od září roku 2014 se začaly šířit pomluvy o jejich uvadajícím vztahu. Kroeger je popřel, ale Lavigne v září 2015 potvrdila, že žijí odděleně.

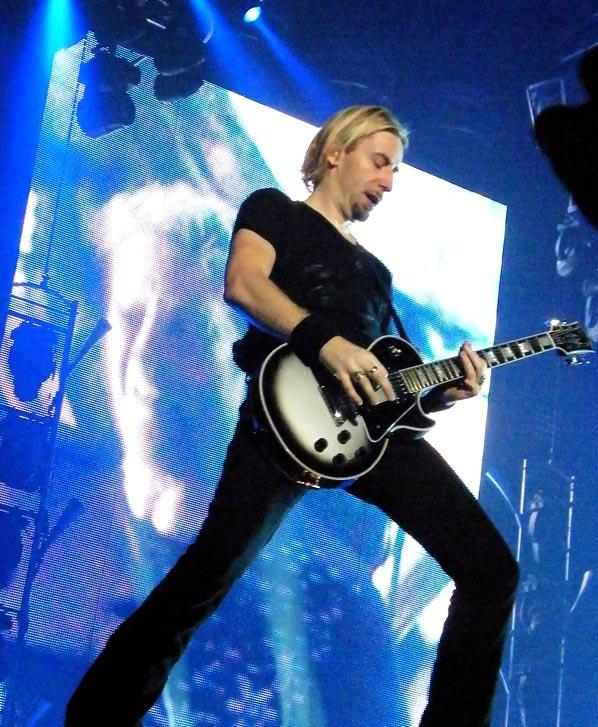
Kroeger během koncertu

V roce 2015 se musela odložit evropská část turné kvůli problému s cystou v jeho hrtanu, kdy musel podstoupit operaci. Do evropského turné byla zahrnuta i Česká republika.